# Asesinato de Denise Amber Lee
Denise Amber Lee (Englewood, Florida; 6 de agosto de 1986 - North Port, Florida; 17 de enero de 2008) fue una joven estadounidense que fue secuestrada, violada y asesinada por Michael King, a los 21 años de edad. Lee trató de pedir ayuda llamando a emergencias a través del sistema 9-1-1, pero hubo falta de comunicación y la policía y otros servicios de emergencia llegaron demasiado tarde. Ese día se hicieron cinco llamadas al 9-1-1, entre ellas una de la propia Lee desde el teléfono de su secuestrador y otra de una testigo, Jane Kowalski, que hizo un relato detallado de los hechos tal y como se desarrollaron ante ella. Se descubrieron fallos en la forma en que los operadores del servicio de emergencias1 gestionaron la llamada de Kowalski, y se identificaron otros fallos en todo el país en dicho sistema. Tras ser juzgado, King fue condenado a muerte.
El 24 de abril de 2008, la Asamblea Legislativa de Florida aprobó por unanimidad la Ley Denise Amber Lee, que prevé la formación opcional de los operadores del 9-1-1. La familia de Lee sigue presionando para que se apruebe una nueva ley en todo el país que establezca la formación y certificación obligatorias para todos los operadores de emergencias en el país. En junio de ese mismo año se creó una fundación en su honor para promover dicha formación y sensibilizar a la opinión pública sobre los problemas que plantea.

## Víctima
Denise Amber Lee (de soltera Goff) (6 de agosto de 1986 - 17 de enero de 2008) nació en Englewood (Florida). Era hija del sargento Rick Goff, de la oficina del sheriff del condado de Charlotte, y de Sue Goff. Poco después de su primera cita, el futuro marido de Lee, Nathan, le compró un anillo con forma de corazón de 40 dólares que ella nunca se quitó. Más tarde, el anillo se convirtió en una prueba clave que conectaba al autor y a la víctima.

## Autoría
Michael Lee King (nacido el 4 de mayo de 1971) se formó como fontanero, pero llevaba varios meses en paro antes del crimen y se enfrentaba a la ejecución hipotecaria de su casa en North Port (Florida). Estuvo casado, para más tarde divorciarse. Tenía un coeficiente intelectual bajo, y los miembros de su familia describieron al tribunal cómo King sufrió un accidente mientras montaba en trineo cuando era niño; un perito describió la lesión posterior como un "chavetero" en el cerebro.

## Crimen
El 17 de enero de 2008, Michael King secuestró a Denise Amber Lee en su domicilio. La llevó atada en su vehículo durante bastante tiempo, siendo presenciado dicho delito por varios transeúntes durante el trayecto. Más tarde, King violó y asesinó a Lee y la enterró en una fosa poco profunda. Su cuerpo fue encontrado el 19 de enero de 2008. Más tarde, King fue declarado culpable de secuestro, agresión sexual y asesinato en primer grado; fue condenado a la pena capital y trasladado al corredor de la muerte en espera de su ejecución.
Aquel día, Denise se encontraba sola en casa cuidando de sus dos hijos pequeños, mientras que su marido, Nathan Lee, estaba en el trabajo. Ella le llamó a las 11:21 de la mañana, la última vez que ambos hablarían. Entre los temas tratados estaba el buen tiempo: la pareja decidió que las ventanas de casa debían estar abiertas. Nathan llegó a casa en torno a las 15:30 horas, y se encontró las ventanas cerradas, a su mujer desaparecida y a los niños solos en la misma cuna. Esto le llevó a hacer su llamada al 9-1-1, la primera del día relacionada con este crimen.
Un vecino vio llegar un coche a casa de Lee sobre las 14 horas. El coche fue identificado más tarde como el Chevrolet Camaro 1994 verde oscuro de Michael King. Lee fue atada y llevado a la casa de King en North Port (Florida), donde preparó lo que la acusación en el juicio denominó una "habitación de violación". En esta habitación se encontraron cinta adhesiva y otras pruebas.
La llevaron a casa del primo de King, Harold Muxlow, donde King pidió prestadas una pala, una lata de gasolina y una linterna. Lee pudo coger el teléfono móvil de King mientras estaba fuera del vehículo y marcar el 9-1-1. Su llamada desesperada a los servicios de emergencia se hizo pública durante el juicio, lo que provocó la reacción del público. El operador obtuvo información de Lee, que más tarde ayudó a condenar a King. La llamada dura varios minutos, en los que Lee suplica por su vida, diciendo "por favor" hasta en 17 ocasiones. Respondió a las preguntas del operador mientras fingía hablar con King. El juez Deno Economou, que presidió el juicio por asesinato, señaló lo inusual y raro que era escuchar las últimas palabras de una víctima de asesinato. Los fiscales dijeron más tarde que Lee les había dado su mejor prueba de que fue secuestrada contra su voluntad. No conocía a su secuestrador y su posterior asesinato fue premeditado. Lee no pudo dar su ubicación exacta. La policía no pudo rastrear la ubicación de la persona que llamó (Denise Amber Lee) porque se hizo desde un teléfono móvil de prepago.
Sobre las 18:30 horas, una testigo, Jane Kowalski, oyó gritos procedentes de un coche próximo al suyo en un semáforo. Kowalski llamó al 9-1-1 para informar de lo que creía que era un secuestro infantil. A las 21:15, unas seis horas después de que se denunciara la desaparición de Lee, King fue detenido.

## Juicio
El juicio del Estado de Florida contra Michael L. King comenzó oficialmente el 24 de agosto de 2009. La acusación presentó pruebas de ADN y otras pruebas forenses, incluidos cabellos y objetos personales de Lee encontrados alrededor y dentro del Camaro, la casa de King y la tumba. Otras pruebas fueron la muda de ropa de King, cinta adhesiva, un casquillo de bala, la pala y el teléfono móvil de King. La fiscalía también llamó a testigos oculares, entre ellos Jane Kowalski y el primo de King. La defensa intentó aportar una duda razonable presentando al jurado pruebas de manipulación y contaminación y sugiriendo que uno de los amigos de King había cometido el crimen. El juez desaprobó esta última defensa. La defensa descansó sin llamar a ningún testigo.
El 28 de agosto de 2009, tras deliberar durante dos horas y cinco minutos, el jurado declaró a King culpable de secuestro con intención de cometer un delito grave, agresión sexual y asesinato en primer grado. El 4 de septiembre de 2009, a las 14:45 horas, el jurado dictó la sentencia recomendada de muerte en una votación unánime de 12-0.

## Las llamadas a emergencias
En total, cinco personas realizaron cinco llamadas al 9-1-1 relacionadas con la desaparición de Lee entre las 15:29 y las 18:30 del 17 de enero de 2008. Cuatro de ellas fueron dirigidas a operadores del condado de Sarasota, Florida; la otra, realizada por Jane Kowalski y la cuarta de la secuencia, fue dirigida a operadores del vecino condado de Charlotte, Florida. La llamada desviada al condado de Charlotte se gestionó de forma muy incorrecta.
Lee realizó la segunda llamada a las 18:14 horas desde el teléfono móvil de su secuestrador. Los fiscales presentaron esta llamada como parte de las pruebas clave en el juicio de King.
La llamada de Jane Kowalski se realizó por teléfono móvil a las 18:30 mientras conducía por la U.S. Route 41. "Estaba en un semáforo, y un hombre se detuvo a mi lado, y un niño estaba gritando en el coche", dijo. Explicó además que oyó "gritos aterradores" y que "nunca había oído nada parecido". Kowalski creía que estaba presenciando el secuestro de un niño. También identificó el coche como un Camaro, pero dijo que era de color azul (en lugar de verde). Declaró que había establecido contacto visual con el conductor, tras lo cual "una mano se acercó y empezó a golpear la ventanilla del acompañante". 
Como había cruzado la frontera del condado de Charlotte, la llamada se dirigió al centro de llamadas 9-1-1 del condado de Charlotte. Hasta que no vio las noticias al día siguiente no se dio cuenta de que había presenciado el secuestro de Lee y no el de un niño. Cuando llamó al Departamento de Policía de North Port para explicar quién era y que había hecho una llamada al 9-1-1, resultó evidente que la llamada no había sido reenviada a las autoridades competentes. Esta llamada fue gravemente mal gestionada porque los operadores se olvidaron de archivarla correctamente como es preceptivo. Los fiscales del Estado también presentaron esta llamada como parte de las pruebas clave en el juicio de King.

## Hechos posteriores
Desde julio de 2020, King está encarcelado en la Institución Correccional Union de Raiford, Florida, a la espera de que se le imponga la pena de muerte. Debido a la llamada al 9-1-1 mal gestionada de Jane Kowalski, más investigaciones revelaron varios problemas en todo el país en el sistema de emergencias, por lo que en junio de 2008 se creó en nombre de Lee una organización sin ánimo de lucro con la misión de "promover y apoyar la seguridad pública a través de una formación uniforme, protocolos estandarizados, resultados medibles definidos y avances tecnológicos en el sistema 9-1-1".
El 24 de abril de 2008, el proyecto de ley del Senado, CS/SB 1694, relativo a la Ley Denise Amber Lee, que prevé la formación voluntaria de los operadores del 9-1-1, fue aprobado por unanimidad por la Legislatura de Florida y continúa su tramitación como ley estatal.
En 2010, el proyecto de ley CS/HB 355 de la Cámara de Representantes y el proyecto de ley CS/SB 742 del Senado debían abordar el hecho de que los operadores del 9-1-1 del estado no están obligados a realizar una formación obligatoria. El marido de Lee, Nathan Lee, y su padre, Rick Goff, siguieron presionando en Tallahassee para que se aprobara, con el fin de recomendar la formación y certificación obligatorias para todos los operadores de asistencia y emergencias.